# 大陸配偶
大陸配偶，通稱陸配或中配，是指中華民國台灣地區人民的中國大陸籍配偶。中华人民共和国方面称为涉台婚姻人员、涉台婚姻对象。中华人民共和国民政部在2015年12月实施的《两岸婚姻家庭服务术语》规定，两岸婚姻当事人统称两岸配偶，大陆居民称大陆配偶（英語：spouse from Mainland）。
臺灣地區跨境婚姻中，以大陸地區配偶人數最多。由於越过九成的婚姻为中国大陆籍女性与台湾籍男性的组合，故台灣的新聞媒體，多以「大陸／中國新娘」稱呼；其後，中華民國政府將該族群規範屬於台灣新住民，但此一稱呼並無法律強制力，至今仍有以陸配或陸娘為標題者。有部分觀點认为，大陸配偶受到中華民國政府次别对待，各项权益次于外籍配偶。

## 法源
因应中華民國主权主张，中華民國法律将中华人民共和国国民（不含香港居民、澳门居民）定义为“大陸地區人民”。《臺灣地區與大陸地區人民關係條例》與《入出國及移民法》定義，大陸配偶是指現正在「大陸地區」設有戶籍之居民，或者曾經在「大陸地區」設有戶籍之居民。關於來自香港與澳門的配偶，以《香港澳門關係條例》定義，與「大陸地區」人民的法源不同。於實務上，「大陸人民」歸屬於有別於一般外國人的「特別或特殊身分之外籍人士」。稱呼是藉以呼應《憲法增修條文》前言中的「為因應國家統一前之需要」。
1993年，中華民國政府开放大陆配偶赴台定居。在臺灣地區定居八年的大陆籍配偶，依照相关法律法规，获得完整的中華民國國籍，取得中華民國國民身分證，身份轉換為臺灣地區人民。在中华人民共和国法律中，身份则转化为台湾地区居民。
中華民國作者蕭麗卿将大陸配偶與外籍配偶的权益进行类比，包括進入臺灣地區許可、居留、定居、工作、學歷承認、服公職權益等，外籍配偶均優於大陸配偶，大陸配偶受最大限制。2002年，陈水扁政府規劃将大陆配偶取得中华民国身份证年限由八年延长至十一年，較外籍配偶多四年，但未执行。2003年，陈水扁政府对大陆配偶赴台实施面谈制度，而外籍配偶没有相关规定。2009年，马英九政府把大陆配偶取得身份证年限缩短至六年，并取消大陆配偶继承遗产限制，放宽大陆配偶父母探亲天数等。2016年，民进党籍立委推翻“陆配取得身份证年限由六年缩短至四年”的法案。

## 政治活動
陸配加入台灣地區戶籍後，即取得台灣地區人民資格，擁有投票權；但依《兩岸人民關係條例》規定，陸配入籍台灣滿十年後，方可擔任公務人員。2006年，司法院《釋字第618號》審查了該項法律規定，認其符合比例原則，由是確立規範陸配參政權利的憲政基礎。
由於在台「大陸配偶」已超過30萬人，不少人已領到中華民國國民身分證，擁有投票權，並有參選者。截至2014年，有如參選中國國民黨黨代表的高丹丹，與積極為國民黨輔選之中國生產黨的盧月香。2018年，臺北市有一名黃姓陸配當選里長；2022年，臺北市、花蓮縣都有陸配當選村里長。2021年8月，陸配史雪燕遞補成為南投縣議員，至2022年12月届滿離任，成為兩岸條例實施以來首位陸配縣市議員。
2024年中華民國立法委員選舉，中國國民黨和台灣民眾黨各提名1位陸配為不分區立委候選人，分別是國民黨第17名的李霞、民眾黨第15名的李貞秀。根據選舉結果，國民、民眾黨分別取得13席、8席不分區席次。民眾黨選前有「兩年條款」之約定，即在名單中位列靠前而當選的不分區立委需在2026年1月任期過半之時辭職、使名單中靠後的候選人遞補就任履職。由此，李貞秀有望成為史上首位陸配立法委員。
因台灣本土化運動進展，台灣政治社會逐漸將「中國」視為「外國」，因而有質疑認為陸配是「兼具外國國籍」者，依《國籍法》需「喪失中國國籍」方可擔任公職。不過實際上，依中華人民共和國法律，台灣地區居民都是中國公民、都具有中華人民共和國國籍，與其是否在中國大陸出生無關。在2022年以前的實踐中，選委會或政府機關尚不會要求當選地方民代的陸配「放棄中國國籍」
2024年12月，因應民眾黨李貞秀將要遞補為立委之情況，賴清德政府援引上述《國籍法》第20條，廢止了已卸任南投縣議員的史雪燕的公職。此事引起廣泛爭議。台灣民眾黨籍立法委員林國成認為，既然政府發現法律有矛盾，應該要主動修正，無論是修《國籍法》或《兩岸條例》，都要有動作，否則現行制度對陸配從政很不公平。國立政治大學法律學系副教授廖元豪指中華民國國法律從來沒有將大陸地區人民當成「外國人」、也不承認有「中華人民共和國國籍」，所以才有《兩岸條例》另行處理設籍問題。銘傳大學副教授楊穎超表示，過去關於陸配參政權，是適用《臺灣地區與大陸地區人民關係條例》，此案法律的新適用等同禁止陸配參政。賴清德政府則認為，禁止公務員有雙重國籍「這與是否承認一個國家沒有關係」；至於無法放棄中國國籍的問題，「目前沒有人去申請過，應該先去申請再說」。史雪燕方面就此提起行政訴願，並被駁回，遂向台北高等行政法院提起行政訴訟。
2025年8月，花蓮縣富里鄉依行政院內政部要求，解除了學田村陸配村長鄧萬華的職務。鄉長江東成表示，不認同內政部把台灣與大陸解釋成兩國、「陸配具外國國籍」的説法，但中央以「怠忽職守送監察院調查」相脅，強烈要求地方辦理解職，因此他決定做出解職動作，以將爭議透明化，希望透過行政訴訟程序，讓司法權依法做出認定。與此同時，尚有臺北市松山區新益里里長王敏茹、新北市土城區延壽里里長滕月蘭、中和區崇南里里長林秀貞、桃園市新屋區蚵間里里長彭小林等4件類似個案，面臨法律適用及認定疑義，相關市府單位正與中央研議處理中。

## 相關事件

### 關於入籍年限的爭議
2024年，國民黨、民進黨立委針對陸配入籍議題提出不同主張，掀起舆论风波。國民黨立委提案將入籍年限同外配一致從6年縮短至4年；民進黨立委則提出陸配須宣誓放棄中华人民共和国公民身分，比照外配通過考試。
2月29日國民黨團完成提案擬推動陸籍配偶取得身分證年限比照外配。台灣民眾黨立法院黨團主任陳智菡表示支持，指出年初民眾黨主席柯文哲參選總統時，曾提出具體政策，未來民眾黨團會聚焦此議題，儘速提案修法。
同一時期，民進黨立委黃捷提出「臺灣地區與大陸地區人民關係條例」修法草案，增訂需宣誓“放棄中國公民身分並效忠台灣”，与外配一致须经过的條例。國民黨立委陳玉珍、許宇甄等提出質疑，指出依照中華民國憲法，大陸地區算是中華民國非台灣地區的部分，讓大陸地區人民額外宣誓效忠，是多此一舉；根據「台灣地區與大陸地區人民關係條例」，完成現有入籍程序，是基於兩岸特殊狀況下的做法，陸配入籍無須同外配一致申請中華民國國籍歸化測試。
3月12日，台派聯盟在立法院前聚集上百人到立法院陳情，高喊「反對人口清洗」、「國安危機」。他們主張，中配應與外配一樣放棄國籍且通過歸化考試及測驗，且不應對敵國放寬移民。同一時間，新黨成員也在大陸委員會所在中央聯合辦公大樓北棟前發起聲援，支持陸配入籍年限縮短。新黨副發言人游智彬批評，台灣人有了陸籍配偶，陸配也應被視作一家人；獨派團體刻意污名化將其誣指為「洗人口」，是對於台灣人權、兩岸婚姻的踐踏和羞辱。陸配代表馬莉莉指出，移居台灣20年了，已經把台灣當作自己的家，有孩子、丈夫、公婆，「我很愛台灣，我都跟別人說，我也是台灣人」。

## 歷年統計
根據內政部移民署的統計資料，截至2014年9月，總共有335,245名大陸配偶與臺灣人結婚。其中21,536人為男性，313,709名為女性。為在台灣的外籍配偶最多者（包含港澳）。2008年时，依親居留取得工作許可之大陸配偶約3萬人，以經濟弱勢及職能弱勢者占多數。

### 人數累計
- 本表為累進，非每年新增。
- 內政部入移民署網站公佈的統計數字是自2004年起，本表僅擷取原國籍為中華人民共和國，並包含已經取得中華民國國籍的國民，以符合本文定義。
- 2014年統計至9月底止。
- 「佔比」指佔所有外籍配偶的百分比

| 年份 | 男性   | 女性    | 合計    | 佔比（%） |
| ---- | ------ | ------- | ------- | --------- |
| 2004 | 9,815  | 194,990 | 204,805 | 60.86     |
| 2005 | 10,256 | 212,954 | 223,210 | 61.22     |
| 2006 | 10,677 | 227,508 | 238,185 | 62.15     |
| 2007 | 11,033 | 240,165 | 251,198 | 62.95     |
| 2008 | 11,408 | 251,293 | 262,701 | 63.54     |

- 2009年起，內政部將申請人數及核准人數分開統計，本表只取申請數。

| 年份 | 男性   | 女性    | 合計    | 佔比（%） |
| ---- | ------ | ------- | ------- | --------- |
| 2009 | 11,867 | 262,155 | 274,022 | 63.80     |
| 2010 | 12,427 | 271,702 | 284,129 | 64.12     |
| 2011 | 13,248 | 282,847 | 296,095 | 64.45     |
| 2012 | 14,135 | 292,379 | 306,514 | 64.78     |
| 2013 | 14,939 | 300,966 | 315,905 | 64.91     |
| 2014 | 15,500 | 306,183 | 321,683 | 64.83     |

## 备注
1. ↑  第二條：“大陸地區人民：指在大陸地區設有戶籍之人民。”
第九條之一："臺灣地區人民不得在大陸地區設有戶籍或領用大陸地區護照。違反前項規定在大陸地區設有戶籍或領用大陸地區護照者，除經有關機關認有特殊考量必要外，喪失臺灣地區人民身分。"…（略）
2. ↑  國民：指具有中華民國國籍之居住臺灣地區設有戶籍國民或臺灣地區無戶籍國民。

## 外部連結
- 央視-大陸配偶台灣生存調查：歷史因素 （页面存档备份，存于）  ( IE瀏覽器 )
- 央視-大陸配偶台灣生存調查：學歷問題 （页面存档备份，存于）
- 央視-大陸配偶台灣生存調查：社會百態
- 國務院民政部 - 两岸婚姻家庭协会：申訴通道 （页面存档备份，存于）